# Syneches longiventris
Syneches longiventris är en tvåvingeart som beskrevs av Axel Leonard Melander 1927. Syneches longiventris ingår i släktet Syneches och familjen puckeldansflugor. Inga underarter finns listade i Catalogue of Life.